# Leucosphaerina
Leucosphaerina — рід грибів порядку гіпокреальні (Hypocreales). Включає два види.

## Види
- Leucosphaerina arxii
- Leucosphaerina indica